# إيليفانت
إيليفانت (بالألمانية: Elefant أي الفيل) شفيرير بانزرياغر (بالألمانية: Schwerer Panzerjäger أي صائدة دروع ثقيلة)، قانصة دبابات تابعة للفيرماخت الألمانية، استُخدمت إبان الحرب العالمية الثانية، صُنعت منها أعدادًا قليلة عام 1943 تحت مُسمّى فرديناند نسبة إلى مصممها، فارديناند بورشيه، مُستخدمُا هياكل دبابات ثقيلة أُعدت مُسبقًا لإنتاج طرازات متطورة من الدبابات الألمانية قبل إلغاء المشروع برُمّته، وفي عام 1944 أُجريت بعض التعديلات على قانصة الدبابات فرديناند وأُطلق اسم إيليفانت على الطراز المُعدّل، والذي حمل رسميًا اسم بانزرياغر تايغر (بي) وتحمل الدلالة Sd. Kfz. 184.

## القطع الباقية
مع نهاية الحرب العالمية الثانية، لم يبق سوى قطعتين سليمتين؛ الأولى من طراز فرديناند، ووقعت في الأسر السوفيتي عند كورسك أثناء معركة كورسك، ومحفوظة الآن في متحف كوبينكا للدبابات بأوبلاست موسكو في روسيا، أمّا الثانية فمن طراز إيليفانت، ووقعت في الأسر الأمريكي عند أنسيو بإيطاليا أثناء المعركة التي حملت نفس الاسم، وهي الآن جزء من المجموعة الخاصة بمركز الجيش الأمريكي للتدريب على الذخيرة والتراث بفورت لي بمقاطعة برينس جورج بولاية فرجينيا الأمريكية، وخضعت المركبة لعمليات الترميم فيما بين عامي 2007 و2008 وفق ما أشار إليه البرنامج التلفزيوني الوثائقي الكندي تانك أوفرهول (بالإنجليزية: Tank Overhaul أي ترميم الدبابات)، وإن لم تبق عمليات الترميم على لون الدِهان الأصلي للمركبة.

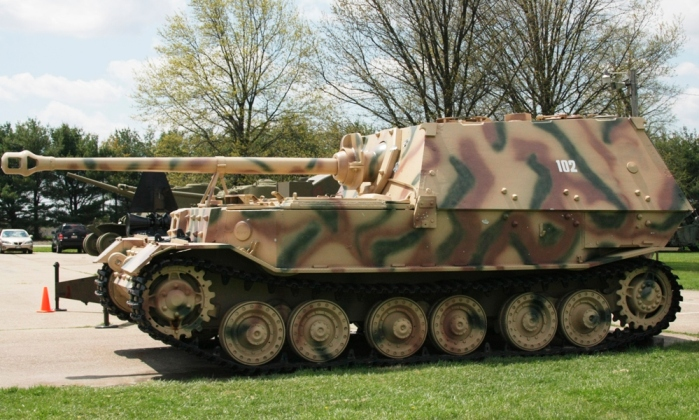
صورة جانبية للطراز إيليفانت المحفوظ لدى مركز الجيش الأمريكي للتدريب على الذخيرة والتراث.
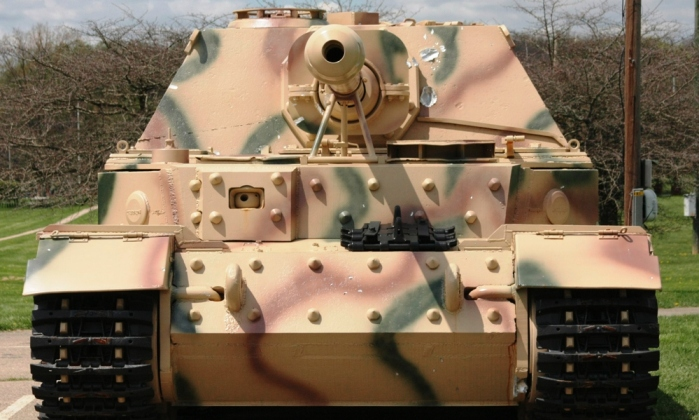
صورة أمامية للمركبة نفسها.
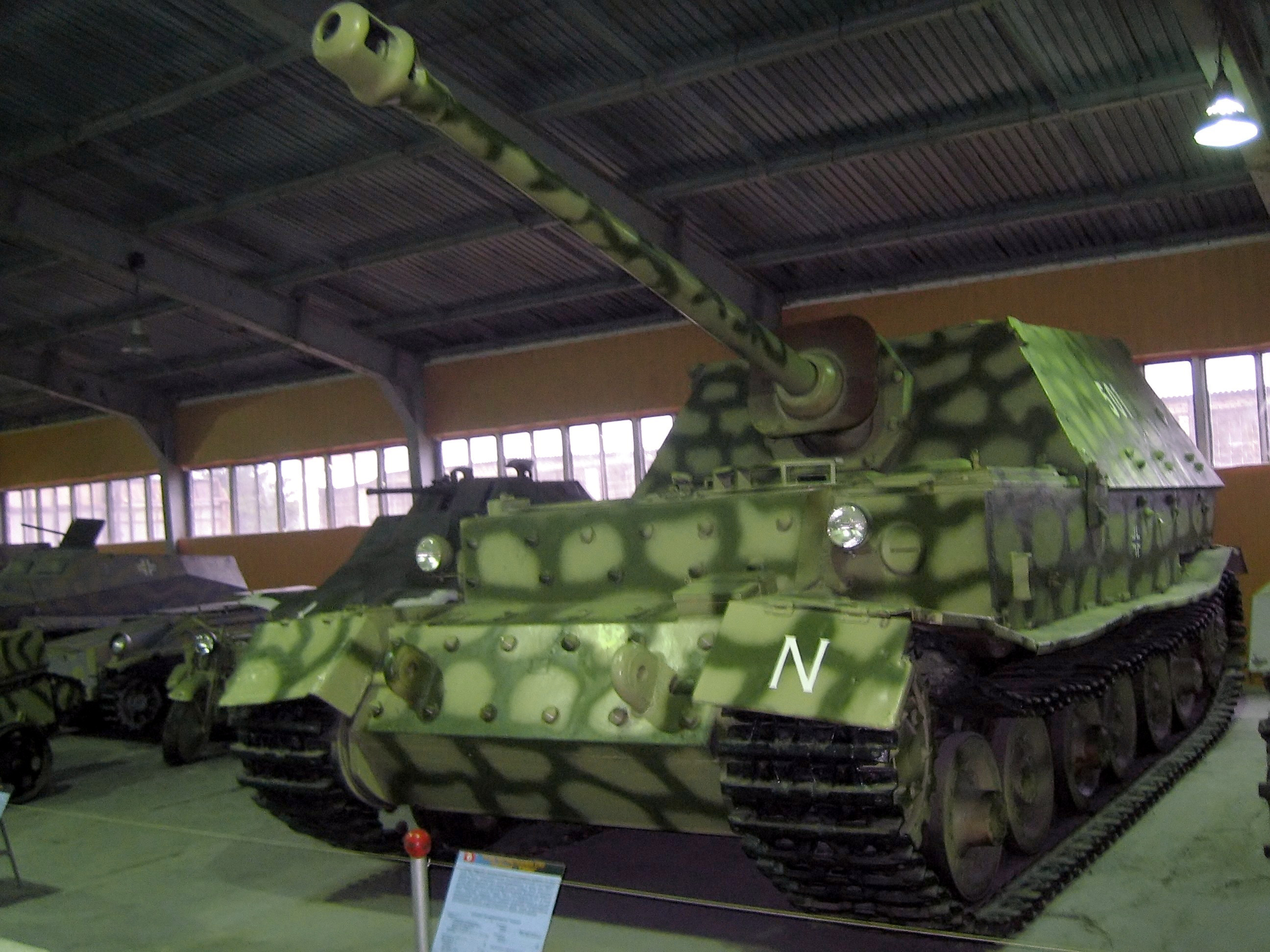
الطراز فرديناند المحفوظ لدى متحف كوبينكا للدبابات.

## طالع أيضًا
- أس يو-152: مدفع هاوتزر سوفيتي ذاتي الحركة عُرف باسم زفيروبوي (بالروسية: Зверобой أي صائد الوحوش) لقدرته الفائقة على تدمير المركبات من طراز إيليفانت وتايغر وبانثر.[3]

## وصلات خارجية
- (بالإنجليزية) معلومات حول المركبة بانزرياغر تايغر (پي) «فرديناند/إيليفانت» من موقع Panzerworld
- (بالإنجليزية) معلومات حول المركبة پانزرياگر تايگر (پ) «فرديناند/إيليفانت» من موقع WWIIvehicles
- (بالإنجليزية) معلومات حول المركبة بانزرياغر تايغر (پي) «فرديناند/إيليفانت» من موقع Achtung Panzer.
- (بالروسية) ألبوم صور من موقع Tank
- (بالروسية) ألبوم صور من موقع GrayKnight
- (بالإنجليزية) ألبوم صور من موقع 5STAR
- (بالإنجليزية) صور لمركبات مُدمّرة من طراز فرديناند أثناء معركة كورسك